# Oberto Boccafolle
Oberto Boccafolle (fl. XIII secolo) è stato un politico italiano, podestà di Genova nel 1217.

## Biografia
Proveniente da Pavia, fu scelto come podestà dalla Compagna Communis Ianuensis di Genova nel 1217: fu il primo podestà a essere eletto dopo il periodo in cui il governo cittadino venne retto da consoli locali: nello stesso anno anche i consoli dei placiti, genovesi, furono sostituiti da cinque dottori in legge stranieri.